# Al-Hilal (Saoedi-Arabië)
Al-Hilal Saudi Club, kortweg Al-Hilal, is een voetbalclub uit Riyad in Saoedi-Arabië. Het is de succesvolste club in Saudi-Arabië en Azië. Sinds de oprichting in 1957 heeft de club uit de hoofdstad een recordaantal van zeventien Saoedische landstitels gewonnen, evenals tweemaal de Aziatische Champions League, tweemaal de Aziatische Beker voor Bekerwinnaars en tweemaal de AFC Super Cup.
In maart 2024 schreef Al-Hilal geschiedenis door de 28ste overwinning op rij in een officiële wedstrijd te boeken en zodoende de langste winstreeks ooit neer te zetten. Tot dan toe slaagde geen enkele club op het hoogste niveau erin om 28 officiële wedstrijden op rij te winnen.

## Erelijst
- Saudi Premier League: 1977, 1979, 1985, 1986, 1988, 1990, 1996, 1998, 2002, 2005, 2008, 2010, 2011, 2017, 2018, 2020, 2021, 2022, 2024
- King Cup: 1961, 1964, 1980, 1982, 1984, 1989, 2015, 2017
- Saudi Crown Prince Cup: 1964, 1995, 2000, 2003, 2005, 2006, 2008, 2009, 2010, 2011, 2012, 2013, 2016
- Saudi Super Cup: 2015, 2018
- Saudi Founder's Cup: 2000
- Asian Club Championship/AFC Champions League: 1992, 2000, 2019, 2021
- Asian Cup Winners Cup: 1997, 2002
- Asian Super Cup: 1997, 2000
- Arab Club Champions Cup: 1995, 1996
- Arab Cup Winners' Cup: 2000
- Arab Super Cup: 2001
- Golf Club Champions Cup: 1996, 1998

## Bekende (oud-)spelers en trainers

### Spelers
- Mohammed Al-Deayea
- Sami Al-Jaber
- Yasser Al-Qahtani
- Yassine Bounou
- João Cancelo
- André Carrillo
- Sebastian Giovinco
- Bafétimbi Gomis
- Kalidou Koulibaly
- Renan Lodi
- Malcom
- Sergej Milinković-Savić
- Aleksandar Mitrović
- Rúben Neves
- Darwin Núñez
- Neymar Júnior
- Roberto Rivellino
- Somália
- Christian Wilhelmsson

### Trainers
- Eric Gerets
- Willem van Hanegem
- Anghel Iordănescu
- Leonardo Jardim
- Jorge Jesus
- Georges Leekens
- Răzvan Lucescu
- Aad de Mos